# Diana DeGette

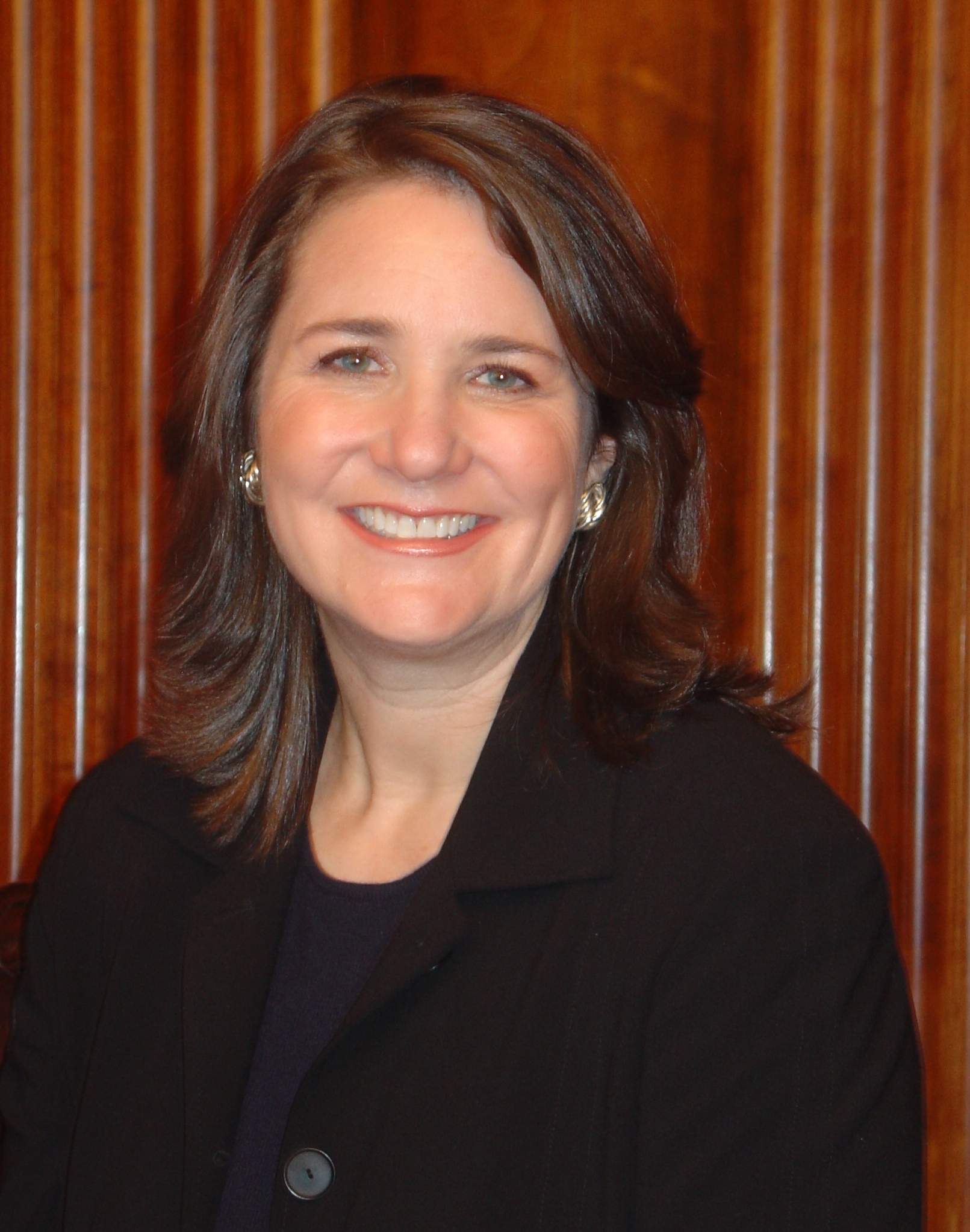
Diana DeGette.

Diana Louise DeGette (nascida em 29 de julho de 1957) é uma política do Colorado. É representante dos Estados Unidos pelo primeiro distrito do Colorado, desde 1997. É membro do Partido Democrata.
O distrito está baseado em Denver.